# Крымский поход на Русь (1521)

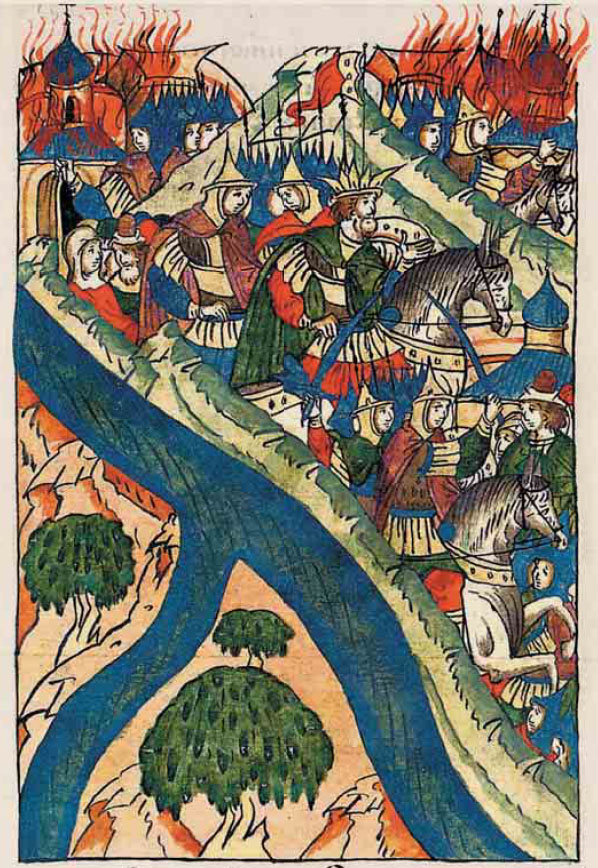
Мехмед Гирей с войском переправляется через Оку

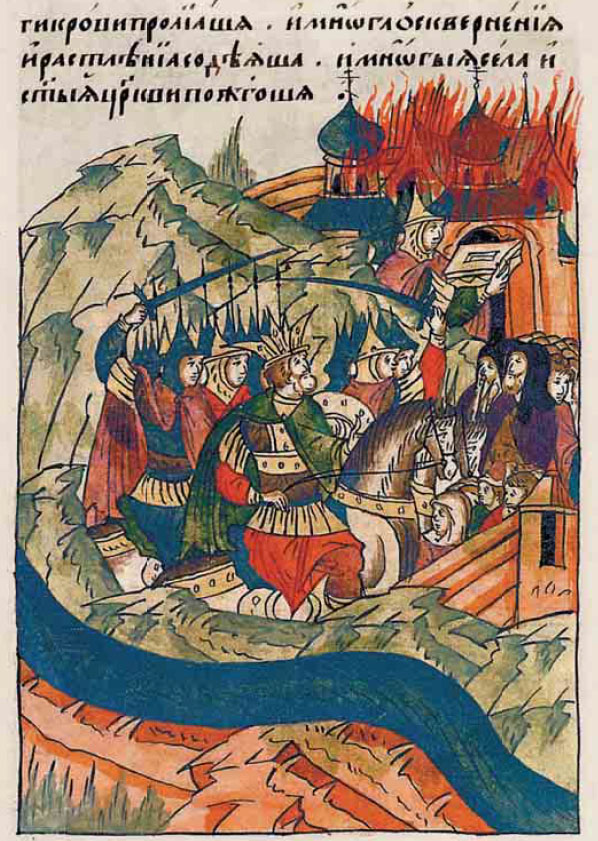
Крымское войско разоряет Николо-Угрешский монастырь

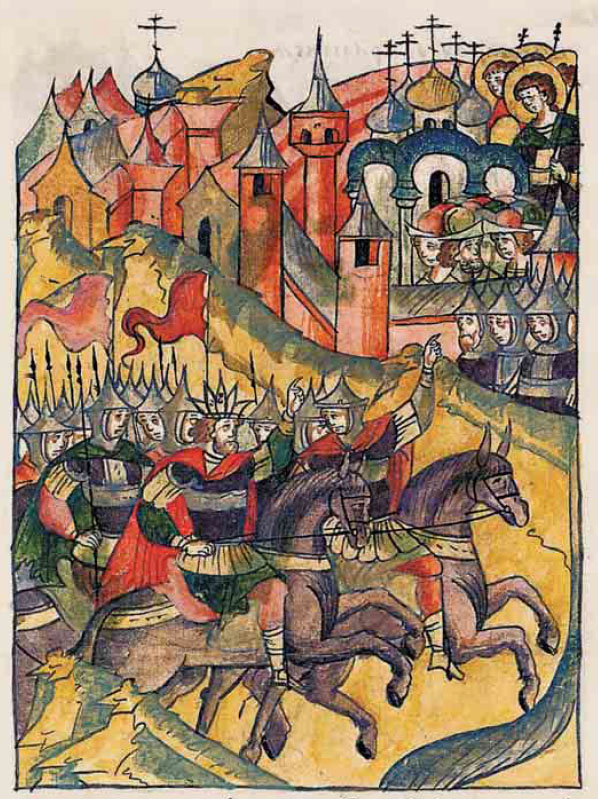
Мехмед Гирей под Москвой

Крымский поход на Русь, также известный как Крымский смерч — поход крымских войск на Русское государство, состоявшийся в 1521 году, был самым тяжёлым за время правления Василия III.

## Предпосылки
Противоречия между Московской Русью и Крымским ханством начались после распада Большой Орды в 1502 году, и, в частности, были связаны с влиянием в Казанском ханстве. Если Василий III выступал за воцарение там хана Шах-Али, то хан Крыма Мехмед I Гирей — за своего брата Сахиба Гирея.
Предшествующий хан Шах-Али, выросший в Касимове, в 1519 был посажен на престол при поддержке московского правительства в возрасте 13 лет. Его правление сопровождалось активным вмешательством русского посла Фёдора Карпова во все дела Казанского ханства, что в итоге вызвало рост антирусских настроений.
В 1521 году в Казани созрел заговор с целью возведения на престол крымского царевича Сагиб Гирея, брата правящего в Крыму Мухаммед Гирея. Крымское ханство рекомендовало его на этот трон ещё в 1519 году, но тогда Москва смогла провести свою кандидатуру. Сагиб Гирей с небольшим отрядом сумел скрытно подойти к Казани и при поддержке казанских сторонников произвести государственный переворот, в результате которого Шах-Али был отстранён от власти. Ему с небольшим отрядом разрешили отправиться в Москву. Но в Казани были уничтожены 5000 человек его касимовской гвардии и русский отряд воеводы В. Ю. Поджогина. В городе произошёл погром русских купцов, которые были ограблены и арестованы.
После этого Мехмед Гирей решил организовать поход на Русь, несмотря на то, что об этом узнал Сулейман I и, не желая портить отношения с Москвой, потребовал отказаться от похода.

## Участники
Мехмед I Гирей собрал огромное войско численностью до 100 тысяч человек (источник не указан). В него, кроме почти всей крымской орды, входили ногаи и литовцы под воеводством Евстафия Дашкевича, а потом присоединились казанские татары. Более точную оценку даёт В. В. Пенской — 30—35 тысяч человек, из которых 20—25 тысяч составляли крымцы. О численности литовского отряда известно то, что в 1521 году рада советовала Сигизмунду отправить к Мехмеду Гирею отряд в 200 человек конницы и пехоты с 2 гаковницами.
Василий III «ниоткуда брани на себя не ждал и сам в то время брани не готовил ни на кого, воинские же люди его многие были тогда в своих областях без опасения», поэтому с трудом успел собрать войска и выслать к Оке. Учитывая опыт предыдущего нападения 1517 года, основные силы расположились на тульском направлении. В районе Серпухова расположились полки под командованием 8 воевод и 9 голов и двор князя Андрея Ивановича с 1 воеводой. Другая группа войск под командованием 3 воевод дислоцировалась в районе Каширы, третья, под командованием 5 воевод и 6 голов — в районе Тарусы. Группировка под командованием 6 воевод и 3 голов была развёрнута по Угре, к ней присоединился двор князя Юрия Ивановича с 2 воеводами. В Коломне был размещён гарнизон под командованием двух воевод. По оценке В. В. Пенского, численность русских войск на центральном направлении составляла около 6 тысяч детей боярских, вместе с их людьми и пищальниками — около 15 тысяч, не считая кошевых. Общая численность на центральном и юго-западном направлении — до 20—25 тысяч человек, из них до 9 тысяч детей боярских. В. В. Пенской оценивает численность детей боярских, находившихся под командованием воеводы, от 150 до 250 человек, а под командованием головы — около 100 и меньше. Общая же численность русских войск, выставленная против Мехмеда Гирея и расположенная от территорий западнее Калуги до Нижнего Новгорода, оцениваются до 35—40 тысяч человек, а с учётом западного, северо-западного (литовского) и восточного (казанского) направлений — до 55 тысяч.
Союзные войска казанцев и крымцев одновременно вторглись в Россию с востока и юга. К союзу пытались привлечь и Астраханское ханство — крымское правительство прислало туда посольство, однако, союз с Астраханью не состоялся. Крымское войско было значительно усилено отрядами ногаев. Дело в том, что земли Ногайской орды были в 1519 году захвачены Казахским ханством во главе с ханом Касимом и многие ногаи бежали от них на запад во владения Крымского хана и признали себя его подданными.

## Битва на Оке
Крымские войска 28 июля 1521 года подошли к Оке близ Коломны и переправились через неё. В Коломне находился небольшой гарнизон, который не смог оказать сопротивления. С большим опозданием подоспели русские войска под командованием молодого и неопытного воеводы Д. Ф. Бельского, с которым был брат государя Андрей. Они, не прислушавшись к советам опытных воевод, действовали неправильно, в результате чего московские полки были разбиты, вероятно, поодиночке, значительно превосходящим по численности противником. Русское войско понесло тяжёлые потери, в том числе погибли воеводы Иван Андреевич Шереметьев, Владимир Михайлович Карамышев-Курбский, Яков и Юрий Михайловичи Замятнины, в плен попал Фёдор Васильевич Лопата-Оболенский. После битвы московские войска отошли в города, а крымские стали разорять окрестности Коломны.

## Угроза Москве
Казанское войско под руководством Сахиба Гирея взяло Нижний Новгород, разорило окрестности Владимира и двинулось на соединение с крымским войском вдоль Оки к Коломне. Татарские войска соединились в Коломне и стали совместно наступать на Москву.
Наступление сопровождалось разорением селений, жители которых были захвачены в плен и проданы в рабство на невольничьих рынках в Астрахани и в Кафе. Был сожжён Николо-Угрешский монастырь и дворец Василия III в селе Остров под Москвой. «Татары под Москвой повоевали, и монастырь Николы-Чудотворца на Угреши и великого князя село любимое Остров сожгли, а иные татары и в Воробьёве, в великого князя селе, были, и мёд на погребах великого князя пили, и многие сёла князей и бояр около Москвы пожгли, а людей пленили», а также «много сёл и деревень пожгли, и коширской посад пожгли. И людей много и скоту в полон поведошя безчислено».
Василий III поехал в Волок собирать полки, а оборону доверил Петру Ибрагимовичу и боярам. Совместное татарское войско подошло к окрестностям Москвы 1 августа, ставка Мехмеда Гирея находилась в 60 верстах от неё. В Москве началась паника, жители пытались укрыться в Кремле, при въезде в него возникла давка, в которой погибло несколько сотен человек.
Татары вошли в город 30 июля 1521 г., жгли окрестные села, слободы и посад, их ставка расположилась на Воробьевых горах.
Уже спустя сутки московские власти (бояре) предложили мир, и татары согласились начать переговоры, которые завершились через неделю. Хан потребовал, чтобы Василий III признал себя данником Крымского ханства. Бояре решили пойти на этот шаг — в Кремле был недостаток пороха и сильная теснота, и выдали хану соответствующую грамоту.
6—8 августа 1521 г. в Кремле был подписан унизительный для Василия III договор. Князь признал свою зависимость от крымского хана и согласился платить ему дань, которую платили ханам Золотой Орды. После этого татарское войско отошло к Переяславлю-Рязанскому.

## Осада Переяславля-Рязанского
В Переяславле-Рязанском начальствовал окольничий Хабар Симский (Иван Васильевич Образец-Добрынский). Находившийся в крымском войске Евстафий Дашкевич хотел взять город хитростью. Для этого он предложил её жителям покупать пленных, чтобы, уловив случай, вместе с покупателями пробраться в городские ворота. Со своей стороны хан для вернейшего успеха в предприятии хотел заманить к себе воеводу Хабара и послал ему, как холопу своего данника, приказ явиться к себе в стан. Однако Хабар велел отвечать ему, что ещё не знает, в самом ли деле великий князь обязался быть данником и подручником хана, просил, чтоб ему дали на это доказательства, — и хан в доказательство послал ему грамоту, написанную в Москве. В это самое время Дашкевич, не оставляя своего намерения, всё более и более приближался к городу. Он дал нарочно некоторым пленникам возможность убежать из стана в город. Толпы татар погнались за беглецами и требовали их выдачи. Рязанцы выдали пленных, но несмотря на это толпы татар сгущались всё более и более под стенами города, как вдруг раздался залп из городских пушек, которыми распоряжался немец Иоганн Иордан. Татары рассеялись в ужасе. Хан послал требовать выдачи Иордана, но Хабар отвергнул это требование. Магмет-Гирей, пришедший не за тем, чтоб брать город силой, не сумевший взять Рязань хитростью и побуждаемый известием о неприятельских движениях астраханцев, ушёл и оставил в руках Хабара грамоту, содержавшую в себе обязательство великого князя платить ему дань.

## Последствия
В ходе похода Москва понесла большие потери, в том числе, среди мирного населения, многие были уведены в плен. По обстоятельствам поражения на Оке был учинён суд. Несмотря на вину Бельского, был наказан только Иван Воротынский. На некоторое время он был посажен в тюрьму, потом освобождён. Хабар Симский за спасение Переяславля-Рязанского и великокняжеской чести был награждён пожалованием в сан боярина. Также были возблагодарён немец Иордан и другой немецкий пушкарь Никлас (который был в Москве). После этого набега были проведены мероприятия по усилению обороны границ. На южных границах были сконцентрированы более значительные войска.
Князь признал свою зависимость от крымского хана и согласился платить ему дань, которую платили ханам Золотой Орды. Однако сама грамота была потеряна, и Василий III в том же году отказался признавать этот договор. Татары захватили (предположительно) большую добычу, и Казань на время освободилась от русского протектората.
Боевые действия продолжались и в следующие годы. В 1522 году в Москве опять ожидали крымцев, Василий с войском даже сам стоял на Оке. Хан так и не пришёл, однако опасность со стороны степи не миновала. В 1523 году, в связи с очередной резнёй русских купцов в Казани, Василий объявил новый поход. Разорив ханство, на обратном пути он основал город Васильсурск на пограничной реке Суре, который должен был стать новым надёжным местом торга с казанскими татарами. В результате татарам больше не удавалось совершать подобный прорыв через Оку.
В 1524 году после третьего похода на Казань союзный Крыму Сагиб Гирей покинул Казань, а вместо него ханом был провозглашён Сафа Гирей.